# Байчуровский район
Байчуровский район — административно-территориальная единица в Воронежской области РСФСР, существовавшая в 1941—1960 годах. Административный центр — село Байчурово.
Район был образован 7 марта 1941 года в составе Воронежской области за счет разукрупнения Песковского района].
С 6 января 1954 года по 19 ноября 1957 года район входил в состав Балашовской области.
21 марта 1960 года Байчуровский район был упразднен, его территория передана в состав Поворинского района и пригородной зоны города Борисоглебска.